# Bataille de Moore's Creek Bridge
Guerre d'indépendance des États-Unis
Batailles
Théâtre sud de la guerre d'indépendance des États-Unis (1775-1779)
- Gunpowder Incident
- Kemp's Landing
- Snow Campaign
- Savage's Old Fields
- Great Bridge
- Norfolk
- Moore's Creek Bridge
- Rice Boats
- Sullivan's Island
- Lindley's Fort
- Thomas Creek
- Frederica
- Alligator Bridge
- Prise de Savannah
- Beaufort
- Kettle Creek
- Brier Creek
- Stono Ferry
- Siège de Savannah

La bataille de Moore's Creek Bridge est un épisode déterminant de la guerre d'indépendance des États-Unis. Il eut lieu près de Wilmington en Caroline du Nord le 27 février 1776. La victoire des Patriots de Caroline du Nord sur les loyalistes du Sud contribua à la consolidation politique de la révolution américaine et accrut considérablement l'attrait de l'engagement du côté des forces révolutionnaires.
L'effort de recrutement du côté loyaliste en Caroline du Nord avait pris sérieusement de l'ampleur à la nouvelle des batailles de Lexington et Concord, tandis que les Patriotes de la province, eux mettaient en place l'organisation de l'Armée continentale et d'unités de milice. Lorsqu'il eut connaissance en janvier 1776 de la préparation en cours d'une expédition de l'armée britannique sur la région, Josiah Martin, gouverneur du Roi pour la province, ordonna le rassemblement de la milice loyaliste en prévision de leur arrivée. La milice patriote et les unités continentales se mobilisèrent de leur côté pour en empêcher leur jonction avec les forces britanniques en établissant des barrages sur plusieurs routes, jusqu'à ce que les loyalistes, médiocrement équipés, soient contraints à la confrontation, à Moore's Creek Bridge, à environ 25 km au nord de Wilmington.
Au cours d'un bref affrontement matinal, la charge héroïque du pont, au sabre par les loyalistes fut brisée par une décharge nourrie de mousqueterie. Un des chefs loyalistes était tombé sous les balles, un autre était capturé et le bataillon entier se trouvait désorganisé. Durant les jours qui suivirent de nombreux loyalistes furent interpellés, leur rendant impossible la poursuite de leur recrutement. La Caroline du Nord ne fut plus menacée militairement avant 1780, et le souvenir de la bataille et de ses conséquences tendirent à annihiler les efforts du général Charles Cornwallis de recruter des Loyalistes dans la région en 1781.

## Contexte

### Recrutement britannique
Au début de 1775, les tensions politiques et militaire s'intensifiant au sein des Treize colonies, le gouverneur royal de la Caroline du Nord, Josiah Martin, espérait combiner le recrutement des Écossais de l'intérieur de la province avec celui de sympathisants parmi les Regulators (un groupe à l'origine d'opposants à une administration coloniale corrompue), et de loyalistes isolés des régions côtières, pour constituer une force loyaliste à même de contrebalancer les sympathies patriotes dans la province. Sa pétition à Londres pour le recrutement de 1 000 volontaires ayant été rejetée, il n'en continuait pas moins ses efforts pour rallier le soutien loyaliste.
À la même époque, Allan Maclean, un Écossais du cadre[incompréhensible], vétéran des guerres européennes et américaines et qui avait aussi ses entrées à la Compagnie des Indes britanniques, obtenait lui par contre, du roi George III la permission de recruter des Loyalistes en Amérique du Nord.
En avril, il recevait la permission de lever un régiment intitulé Royal Highland Emigrants par le recrutement de soldats vétérans écossais « retraités » (retirés) en Amérique du Nord. Un bataillon était à recruter dans les provinces du Nord, y compris les provinces de New York, de Québec et de Nouvelle-Écosse, tandis qu'un second bataillon devait être levé en Caroline du Nord et dans les autres provinces du Sud, où un nombre important de ces soldats avaient reçu des terres. Ayant reçu sa commission du général Thomas Gage en juin, Maclean envoya Donald MacLeod et Donald MacDonald, deux vétérans de la bataille de Bunker Hill du 17 juin, dans le sud pour y mener la campagne de recrutement. Ces recruteurs intervenaient tandis que Allan MacDonald, l'époux de la célèbre héroïne Flora MacDonald était déjà activement à l'œuvre pour le recrutement en Caroline du Nord. Leur arrivée à New Bern éveilla la suspicion de plusieurs citoyens locaux appartenant à la représentation locale du comité de sécurité de Caroline du Nord, mais ils ne furent pas arrêtés.
Le 3 janvier 1776, Martin apprit qu'une expédition britannique de plus de 2 000 hommes sous le commandement du général Henry Clinton était organisée et que leur arrivée dans les provinces du Sud était attendue pour la mi-février. Il fit transmettre aux recruteurs instruction d'organiser le rassemblement des recrues pour le 15 février, dans la zone côtière et envoya Alexander Mclean à Cross Creek (aujourd'hui Fayetteville) pour coordonner les opérations dans cette zone. Mclean fit reporter à Martin qu'il prévoyait l'équipement de 5 000 Regulators et de 1 000 Écossais,.
Des désaccords apparurent lors de la réunion des chefs écossais et des Regulators à Cross Creek le 5 février. Les Écossais voulaient attendre l'arrivée des troupes britanniques avant d'effectuer le rassemblement, tandis que les Regulators voulaient se mettre en campagne immédiatement. C'est la volonté de ces derniers qui prévalut étant donné qu'ils se faisaient forts de lever une troupe de 5 000 hommes alors que les Écossais ne comptaient de leur côté, que sur 700 ou 800 vétérans. Lorsque les troupes se rassemblèrent le 15 février il y avait environ 3 500 recrues, mais ce nombre se réduisit conséquemment au cours des jours suivants. Beaucoup parmi les recrues avaient compté sur un rassemblement sur le flanc des troupes britanniques et ne se voyaient pas avoir à forcer leur chemin militairement jusqu'à la côte dans ces conditions. Quand la troupe se mit en marche trois jours plus tard, le brigadier général Donald MacDonald conduisait entre 1 400 et 1 600 hommes, majoritairement des Écossais,. Les jours suivants les désertions continuèrent.

### La réaction patriote
La rumeur de la réunion de Cross Creek parvenait au Patriot North Carolina Provincial Congress, Congrès Provincial quelques jours après qu'elle eut eu lieu. Conformément aux résolutions du Second Congrès continental, le congrès provincial avait organisé la levée du 1er régiment de Caroline du Nord de l'Armée continentale dès l'automne 1775, et en avait donné le commandement au colonel James Moore. Les comités de sécurité de Wilmington et de New Bern incluaient également leur organisation active de milice, dirigées par Alexander Lillington et Richard Caswell respectivement. Le 15 février, les forces patriotiques entamaient la mobilisation.

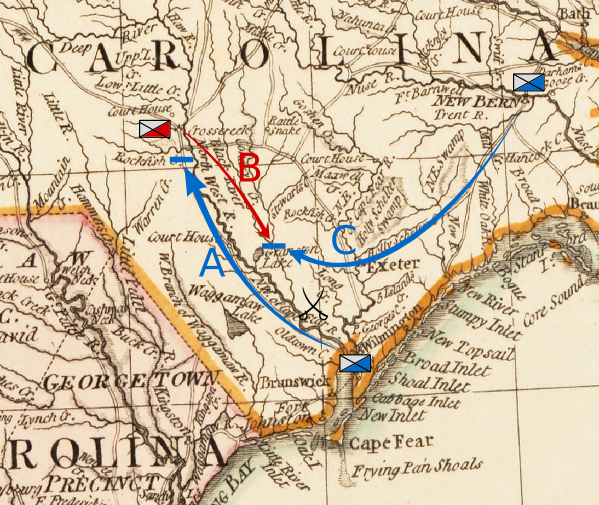
Carte décrivant les mouvements préparatoires :
A : Mouvements de Moore de Wilmington à Rockfish Creek
B : Mouvements de MacDonald à Corbett's Ferry
C : Mouvements de Caswell de New Bern à Corbett's Ferry

Moore conduisait 650 Continentaux à partir de Wilmington avec l'objectif d'empêcher les loyalistes de parvenir à la côte. Le 15 février, ils campaient sur la berge sud du Rockfish Creek, à peine à 12 km du camp loyaliste. Le général MacDonald fut informé de leur arrivée et fit envoyer à Moore la copie d'une proclamation du gouverneur Martin ainsi qu'une lettre appelant les  rebelles à déposer les armes. Moore fit répondre par son propre appel aux loyalistes à déposer leurs armes et à se ranger à la cause du Congrès. Durant cet intervalle, Caswell à la tête des 800 hommes de la milice de New Bern était en route vers la confrontation.

### Marche loyaliste
MacDonald, sa meilleure route étant bloquée par Moore, prit une route parallèle qui amènerait finalement ses troupes au pont du Widow Moore's Creek, à environ 25 km de Wilmington.
Le 20 février, il traversait le Cape Fear à Cross Creek et faisait détruire les barges du bac de l'endroit afin que Moore ne puisse les utiliser. Ses forces traversèrent alors la South River, en route pour Corbett's Ferry, un des franchissements de la Black River.
Suivant des ordres communiqués par Moore, Caswell arriva au ferry en premier et y établit un barrage. Moore, en prévention d'une éventuelle défaite de Caswell, ou de son contournement par l'adversaire, détacha Lillington avec 150 hommes de la milice de Wilmington et 100 hommes du colonel John Ashe de la New Hanover Volunteer Company of Rangers pour prendre position au pont du Widow Moore's Creek. Lillington et ses hommes, progressant à marche forcée longèrent la rive sud de la Cape Fear River jusqu'à Elizabethtown, d'où ils traversèrent pour la rive nord. De là ils marchèrent jusqu'à la confluence de la Black River avec le Moore's Creek, et commencèrent à retrancher la rive est du cours d'eau. Moore envoya d'autres unités de la milice occuper Cross Creek, et suivit alors la trace de Lillington et Ashe avec les Continentaux plus lourds. Ils suivirent la même route, mais ils n'arrivèrent qu'après la fin de la bataille.
Lorsque MacDonald et ses forces atteignirent Corbett's Ferry, il trouvèrent le franchissement bloqué par Caswell et ses hommes. MacDonald commençait les préparatifs à la bataille mais un esclave dans les environs les informa qu'il existait un second franchissement à peu de distance en amont de la Black River qui leur permettrait de traverser. Le 26 février, MacDonald donna l'ordre à son arrière-garde de simuler les préparatifs à une tentative de franchissement, et pendant ce temps il conduisait le gros de ses troupes jusqu'au second passage puis s'engageait dans la direction du pont à Moore's Creek. Caswell, quand il se fut rendu compte que MacDonald lui avait glissé entre les doigts, pressa ses hommes sur les 15 km qui les séparaient de Moore's Creek, y précédant MacDonald de quelques courtes heures. MacDonald envoya un de ses hommes au camp des Patriotes sous pavillon parlementaire pour réclamer leur reddition, et également, examiner leurs défenses.

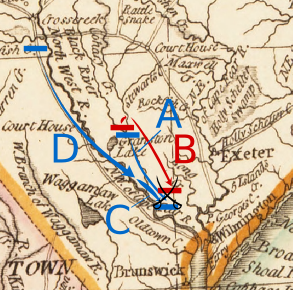
Les mouvements sur Moore's Creek Bridge :
A : Caswell's
B : MacDonald's
C : Lillington et Ashe
D : Moore

Caswell avait fait monter quelques rapides retranchements sur le côté ouest du pont, mais ils n'étaient pas établis au mieux pour l'avantage des Patriotes. Cette position obligeait les Patriotes à défendre une position dont la seule voie de retraite aurait été le pont, lequel était étroit. Lors du conseil d'état-major tenu cette nuit-là, les Loyalistes décidèrent qu'il leur fallait forcer le passage étant donné que Moore aurait le temps de rejoindre le secteur s'ils leur fallait trouver un autre passage. Durant cette même nuit, Caswell décida d'abandonner sa position malaisée et alla s'établir de l'autre côté du cours d'eau. À titre de sécurité supplémentaire, la milice déchaussa les planches du pont et ils en graissèrent aussi copieusement que possible les poutres du chevalet.

## Bataille
Le temps de leur arrivée à Moore's Creek, le contingent loyaliste avait considérablement fondu en effectif. Il en restait environ 600 Écossais et seulement 100 à 200 Regulators. La marche avait également été éprouvante pour MacDonald qui n'était plus jeune. Il se déclara inapte et passa le commandement au lieutenant colonel Donald MacLeod. À une heure du matin le 27 février, les loyalistes levèrent le camp et marchèrent les quelques lieues qui séparaient leur camp du pont. Arrivés peu avant l'aube, ils trouvèrent les défenses à l'est du pont inoccupées. MacLeod ordonnait à ses hommes de s'établir en une ligne défensive derrière les arbres quand une sentinelle des patriotes de l'autre côté de la rivière tira un coup de feu pour avertir Caswell de l'arrivée des loyalistes. Sur quoi, MacLeod ordonna immédiatement le passage à l'attaque.
Dans le brouillard qui précédait l'aurore, une compagnie des Écossais s'approchait du pont. En réponse à un qui-va-là crié par-delà du cours d'eau, le capitaine Alexander Mclean s'identifia comme un ami du Roi George, et répondit en guise de mot de passe par son propre défi[incompréhensible] crié en gaélique. Faute d'obtenir une réponse, il donna l'ordre à sa compagnie d'ouvrir le feu, entamant un échange de tirs avec les sentinelles patriotes. Le colonel MacLeod et le capitaine John Campbell lancèrent alors leur compagnie à la charge sur le pont.
Dans le courant de la nuit, Caswell et ses hommes avaient établi un système de remblai semi-circulaire auprès du pont et l'avaient armé de deux petites pièces d'artillerie de campagne. Lorsque les Écossais arrivèrent à une trentaine de mètres du remblai, les Patriotes ouvrirent le feu avec un effet dévastateur. MacLeod et Campbell furent tous deux fauchés dans la décharge ; le colonel Moore rapporta que MacLeod avait été atteint de plus de vingt balles de mousquet. Les éléments survivants de la compagnie de Campbell se replièrent de l'autre côté du pont, et les forces loyalistes battirent en retraite, privés de commandement et complètement désorganisées.
Les forces patriotes rechaussèrent rapidement le passage du pont et une partie se lancèrent à la poursuite de l'ennemi en débandade. Une autre compagnie longeait le cours d'eau pour forcer les loyalistes à rester égayés dans les bois. Le colonel Moore arriva sur le terrain plusieurs heures après la bataille. Il indiqua dans son rapport que 30 loyalistes étaient morts ou blessés, mais qu'un certain nombre étant sans doute tombés dans la rivière, et certains également ayant été emmenés par leurs camarades, leurs pertes pouvaient être estimés à une cinquantaine. Le commandement des patriotes rendit compte d'un tué et un blessé.

## Conséquences
Au cours des jours suivants les forces patriotes traquèrent les loyalistes en fuite et en tout, environ 850 personnes furent arrêtées. La plupart étaient relâchés sur parole mais ceux qui étaient identifiés comme irréductibles furent envoyés à Philadelphie pour y être emprisonnés. En comptant la prise du camp loyaliste à Cross Creek, les Patriotes confisquèrent 1 500 fusils à âme lisse, 300 à canon rayé et pour 15 000 dollars de l'époque d'or espagnol. La plupart des armes étaient probablement des armes de chasse, il est possible que certaines aient été saisies de personnes qui n'avaient pas été directement impliquées dans l'entreprise loyaliste. Le recrutement dans les rangs patriotes bénéficiant de l'effet galvanisant de leur victoire, les arrestations de nombre des chefs loyalistes dans toute la Caroline du Nord mettaient de manière définitive le contrôle de l'État entre les mains des révolutionnaires. Quant à l'importante communauté écossaise de Caroline du Nord, nombreux furent ceux qui refusèrent de répondre aux appels aux armes plus tard dans la guerre, tandis que nombreux aussi furent écartés de leurs demeures ou tenus à l'écart de leurs installations par la pression et aussi le pillage de leurs voisins patriotes. Flora MacDonald retourna à Skye en Écosse en 1779, tandis que le général Charles Cornwallis rapporta : « lors de mon passage dans la région du Cross Creek en 1781, nombre des habitants venaient au camp, me serraient la main, disaient qu'ils étaient heureux de nous voir et que nous ayons battu Greene, et ensuite rentraient chez eux. »
La nouvelle de la bataille fut accueillie à Londres selon des avis variés. Un des comptes-rendus publics minimisait la portée de la défaite alléguant de l'absence des troupes régulières sur place tandis que d'autres au contraire tenaient qu'une force patriote « inférieure » avait vaincu les loyalistes. Le responsable gouvernemental pour la conduite de la guerre à Londres, Lord George Germain, restait convaincu que malgré la résonance de la défaite les loyalistes restaient une force conséquente et qui pouvait être incorporée.
L'expédition que les loyalistes étaient convenus de rejoindre était fortement retardée, et ne prit pas le départ de Cork avant la mi-février. Le convoi se trouva encore retardé et également scindé par le mauvais temps en mer, si bien que la force au complet ne se présenta pas au large du cap Fear avant le mois de mai. Alors que la flotte se rassemblait, le congrès provincial de Caroline du Nord se réunit à Halifax, et au début d'avril passait la première déclaration d'indépendance des Colonies (en). Le général Clinton tenta alors de prendre Charleston par la force. Sa tentative fut un échec ; elle représente le dernier parmi des efforts importants de la part des Britanniques pour garder le contrôle des colonies dans le Sud, avant fin 1778.
Le site du champ de bataille resta préservé de l'urbanisation à la fin du XIXe siècle grâce à des initiatives privées qui finirent au bout du compte par recevoir le soutien des instances d'État. Le gouvernement fédéral reprit le site en tant que National Military Park sous l'égide du département de la Guerre en 1926. Le département de la Guerre eut la gestion du parc jusqu'en 1933, lorsque le National Park Service prit en charge le site sous la dénomination de Moores Creek National Battlefield. Cette dénomination était inscrite au Registre national des lieux historiques en 1966. La bataille fait partie des commémorations annuelles en février.

## Effectifs en présence
Les comptes-rendus contemporains de la bataille énumèrent généralement des effectifs de 1 600 loyalistes face à 1 000 patriotes. Ces chiffres sont ceux qui sont retenus aujourd'hui par le National Park Service. L'historien David Wilson cependant, souligne que ces effectifs importants attribués aux loyalistes sont eux-mêmes tenus des rapports rendus par le général MacDonald et le colonel Caswell. C'est MacDonald qui a communiqué ce chiffre à Caswell, et ce chiffre représente une estimation raisonnable du nombre d'hommes au départ de la marche à Cross Creek. Alexander Mclean, qui se trouvait également à Cross Creek et à la bataille rapporta que seulement 800 loyalistes se trouvaient sur les lieux de la bataille, ce qui est également le chiffre retenu par le gouverneur Martin. Les forces patriotes également auraient été sous-évaluées dans les rapports car Caswell apparemment aurait décompté dans son rapport les forces des éclaireurs de John Ashe comme faisant partie de la compagnie Lillington.